# Муль (Кальвадос)
Муль (фр. Moult) — коммуна во Франции, находится в регионе Нижняя Нормандия. Департамент коммуны — Кальвадос. Входит в состав кантона Бургебюс. Округ коммуны — Кан.
Код INSEE коммуны — 14456.

## Население
Население коммуны на 2010 год составляло 1848 человек.
| 1962 | 1968 | 1975 | 1982 | 1990 | 1999 | 2010 |
| ---- | ---- | ---- | ---- | ---- | ---- | ---- |
| 675  | 670  | 765  | 827  | 919  | 1130 | 1848 |

## Экономика
В 2010 году среди 1177 человек трудоспособного возраста (15—64 лет) 896 были экономически активными, 281 — неактивными (показатель активности — 76,1 %, в 1999 году было 73,0 %). Из 896 активных жителей работали 800 человек (418 мужчин и 382 женщины), безработных было 96 (43 мужчины и 53 женщины). Среди 281 неактивных 102 человека были учениками или студентами, 112 — пенсионерами, 67 были неактивными по другим причинам.